# يوليان كيرن
جوليان كيرن (بالألمانية: Julian Kern)‏ هو دراج ألماني، ولد في 28 ديسمبر 1989 في برايزاخ في ألمانيا.

## وصلات خارجية
- يوليان كيرن على موقع الاتحاد الدولي للدراجات (الإنجليزية)
- يوليان كيرن على موقع أرشيف الدراجات (الإنجليزية)
- يوليان كيرن على موقع إحصائيات الدراجات الإحترافية (الإنجليزية)
- يوليان كيرن على موقع نسبة الدراجات (الإنجليزية)